# قائمة الأشكال الهندسية
هذه قائمة بالأشكال الهندسية التي تكون في المستوي.

## أشكال تتكون من قطع مستقيمة
- رباعي
  - مضلع محدب
  - مضلع قابل للإنشاء
  - مضلع مقعر
  - مضلع دائري
  - عشاري
  - ثنائي
  - ثنائي عشري
  - تساعي
  - مضلع متساوي الزوايا Equiangular polygon
  - مضلع متساوي الأضلاع equilateral polygon
  - أحادي
  - أحادي عشري
  - سباعي
  - سداسي عشري
  - سداسي
  - عشريني
    - صليب معقوف

  - ثماني
  - خماسي
  - مضلع منتظم
    - عشاري منتظم
    - ثماني منتظم أو مثمن
    - خماسي منتظم أو مخمس

  - نجمة دون خطوط متقاطعة
  - مضلع نجمي
    - نجمة عشارية decagram
    - نجمة ثمانية octagram
    - نجمة سباعية heptagram
    - نجمة داوود, نجمة سداسية
    - نجمة خماسية
- مثلث
  - مثلث حاد
  - مثلث متساوي الأضلاع
  - مثلث خارجي
  - مثلث متساوي الساقين
  - مثلث متوسط
  - مثلث هيروني
  - زاوية قائمة
    - مثلث 30-60-90
    - مثلث قائم متساوي الساقين
    - مثلث كيبلر

  - مثلث رولو
- متوازي أضلاع
  - معين (هندسة رياضية)
  - شبه معين
- تبليط بنروز
- مستطيل
- معين (هندسة رياضية)
- مربع
- رباعي الأضلاع
  - شبه منحرف متساوي الساقين
- رباعي الأضلاع
  - رباعي دائري
  - طائرة ورقية
  - رباعي مماسي
  - شبه منحرف

## خطوط منحنية
- حلقة
- أربيلوس
- دائرة
  - قرص
  - دائرتي أرخميدس التوأم Archimedes' twin circles
  - دائرة بانكوف
  - دائرة محيطة
  - دائرة خارجية
  - دائرة داخلية
  - دائرة النقاط التسعة
- قطاع دائري
- جزء دائري
- هلال
- قطع ناقص
- رمز اللانهاية lemniscates
- لونة lune
- بيضويoval
- مضلع رولو
  - عدسة
  - مثلث رولو
- نصف دائرة
- كرة
- تومويهtomoe، ماغاتاما magatama
- تريكوترا triquetra
- ين يان Yin-Yang

### خطوط منحنية غير دائرية
- حلزون أرخميدس Archimedean spiral
- أسترويد astroid
- ديلتويد deltoid
- قطع ناقص
- قطع ناقص فائق super ellipse
- توماهوك tomahawk

## الحجوم والأسطح
- مكعب
- متوازي مستطيلات
- كرة
- هرم
- مخروط
- قطع مخروطي
- سطح ناقص